# Alex Portillo
Alejandro Fernández Portillo (n. Málaga, España, 6 de noviembre de 1992), conocido como Alex Portillo, es un futbolista español. Juega de defensa central y puede jugar también como lateral izquierdo, su equipo actual es el Antequera CF de Tercera División de España.

## Trayectoria
Es un defensa formado en la cantera del Málaga CF, pudiendo debutar en el Grupo IX de Tercera División con el Atlético Malagueño. Un Atlético Malagueño cuyos colores defendió en dos etapas distintas: la primera, en el curso 2010-2011 y la segunda durante las temporadas 2012-2013 y 2014-2015. Entremedias, jugó para el Unión Estepona CF en la temporada 2011-2012.
Posteriormente, el zaguero tuvo la oportunidad de competir en el Grupo IV de Segunda División B con el Marbella FC, cuyos colores defendió en el curso 2015-2016. Acabada esa etapa de su carrera, Álex Portillo afrontó el reto de jugar en Suecia, al fichar por el Jönköpings Södra IF en el que estuvo hasta 2017.
En la temporada 2017-2018 se produjo su vuelta al fútbol español, para reforzar al Antequera CF, disputando 16 compromisos oficiales entre la fase regular y el play-off de ascenso a Segunda División B, logrando un gol.
En la temporada 2018-2019, disputaría 40 partidos anotando dos dianas.
Acabada la campaña, se volvió a marchar a Suecia para jugar en las filas del IF Elfsborg de la Primera División sueca. Precisamente el técnico Jimmy Tellin que le dirigió en el Jönköpings Södra IF sería el gran valedor de su retorno, ahora al frente del banquillo del IF Elsborg, que quiso volver a contar con Portillo.
En enero de 2020, Álex Portillo retorna al Antequera CF para jugar en el Grupo IX de Tercera División.

## Clubes
| Club                 | País   | Año               |
| -------------------- | ------ | ----------------- |
| Atlético Malagueño   | España | 2010 - 2011       |
| Unión Estepona       | España | 2011 - 2012       |
| Atlético Malagueño   | España | 2012 - 2013       |
| Málaga C.F.          | España | 2012 - 2014       |
| Marbella Fútbol Club | España | 2014 - 2016       |
| Jönköpings Södra IF  | Suecia | 2016 - 2018       |
| Antequera CF         | España | 2018 - 2019       |
| IF Elfsborg          | Suecia | 2019              |
| Antequera CF         | España | 2020 - Actualidad |